# Absurdistán
Absurdistán je pejorativní označení pro stát se špatnou kvalitou vládnutí, především pro Sovětský svaz a jeho satelitní státy v rámci Východního bloku. Je složeno ze slova absurdita a koncovky -stán, časté v označení středoasijských zemí, jako je Turkmenistán.
První známý výskyt je z roku 1971, kdy se v německém měsíčníku Politische Studien objevilo „Sie brauchen sich bloß vorstellen, was es bedeutet, wenn etwa ein Wehrpflichtiger gültig seiner Wehrpflicht gegenüber der Bundesrepublik Deutschland sie durch zweijährigen Dienst in der Nationalen Volksarmee ableisten könnte, um zu erkennen, dass wir uns hier in Absurdistan bewegen.“ („... poznáváme, že se tu pohybujeme v Absurdistánu“) Poté termín použil v češtině disident (a pozdější prezident) Václav Havel, v angličtině je první známé použití z roku 1989, kdy ho The Spectator použil na Československo.